# Лже Алексей Алексеевич
Лже Алексей Алексеевич (также «Нечай»; дата и место рождения неизвестны — погиб 6 [16] июня 1671, Москва) — самозванец неизвестного происхождения, выдававший себя за царевича Алексея Алексеевича — сына русского царя Алексея Михайловича.
Лже-Алексей — один из немногочисленных самозванцев, кто после Смутного времени смог принять участие в широком антиправительственном движении Российского государства. Так, самозванец был участником восстания Степана Разина, разразившегося в Русском царстве в 1670—1671 годах.

## Обстоятельства появления
Обстоятельством появления самозванца являлись слухи о боярском заговоре против царя. В марте 1669 года умерла русская царица Мария Милославская, спустя несколько месяцев умерли и два её сына — 16-летний цесаревич Алексей и 4-летний царевич Симеон. В народе пошли слухи что их отравили изменники-бояре, пытавшиеся захватить власть в Русском царстве. Более того, народная молва считала, что наследник престола чудесно спасся, бежав на Волгу. В апреле 1670 года Степан Разин объявил себя мстителем за цесаревича и защитником царя Алексея Михайловича против «лихих бояр, дурно влияющих на батюшку-государя». Все эти события способствовали появлению самозванца в разинском стане примерно в августе 1670 года.

## Предположения о происхождении
О личности самозванца ничего не известно. В исторической литературе исследователи не пришли к единому мнению о том, кем был лже-Алексей на самом деле. Он, вероятно, являлся российским подданным и на момент объявления своего «царского имени» — неизвестным бродягой. Причиной его самозванства, скорее всего, были те же обстоятельства, из-за которых разразилось восстание Разина — установление бессрочного сыска беглых крестьян, а также усиление налогового и феодального гнёта.  
В других работах указывается, что имя царевича, в различные промежутки времени, принимали на себя несколько человек. По одним сведениям, роль «Алексея» играл пленённый повстанцами кабардинский князь Андрей Черкасский. По другим — разинский атаман Максим Осипов. Однако при новых исследованиях версии, связанные с отождествлением лже-Алексея с князем Черкасским или атаманом Осиповым, подверглись сомнению. 
Так, в частности, в Российском государственном архиве древних актов был найден документ о казни «молодого человека, которого Стенька Разин выдавал за старшего царевича». Казнь состоялась 6 [16] июня 1671 года. Максим Осипов же был схвачен в июле 1671 года, через месяц после казни лже-Алексея. Об обстоятельствах пленения князя Андрея Черкасского было хорошо известно в Москве. Однако никаких разоблачений, с целью дискредитировать повстанцев, от власти не последовало. Это означало, что московское правительство ничего не знало о личности самозванца. Более того, известно, что князь Андрей пережил восстание Разина и вернулся на службу к царю Алексею Михайловичу.

## В повстанческом лагере и дальнейшая судьба
Около августа 1670 года лже-Алексей появился перед окружением Степана Разина. В то время повстанческое войско находилось в окрестностях Самары. По одной версии, сам Разин являлся инициатором самозванческой интриги, выставив «цесаревича» перед своим войском. По другой — лже-Алексей появился перед разинцами по собственной инициативе. В пользу второй версии О. Г. Усенко указывает на тот факт, что если бы инициатором самозванческой интриги были сами повстанцы, то скорее всего они заявили о чудесном спасении «царевича Алексея» в самом начале восстания — весной 1670 года. Однако первые заявления, что в войске разинцев находится «цесаревич», появились лишь в конце августа 1670 года. Более того, первыми реакциями Степана Разина на самозванца было недоверие и рукоприкладство: «Стенька того государя бил и за волосы драл». Вероятно, Разин потребовал от лже-Алексея доказательства своей «истинности», которые самозванец ему предоставил. 
В это же время в повстанческом лагере появился боевой клич «Нечай». По-видимому, это означало, что лже-Алексей появился в разинском окружении «нежданно-негаданно». Специально для самозванца изготовили струг, покрытый красным бархатом. По замыслу восставших, «цесаревич» должен был помочь освободить «своего отца» Алексея Михайловича от негативного влияния лихих бояр. В свою очередь, Степан Разин гарантировал самозванцу защиту и покровительство, призывая на свою сторону всех, кто хочет бить бояр «за их беззаконие» и «восстановить в правах истинного наследника престола». Также разинцы стали приводить подконтрольную им территорию к присяге на верность лже-Алексею. Даже в Смоленской области, далёкой от восстания территории, один из агитаторов уверял, что видел «царевича» и говорил с ним. Этот сторонник лже-Алексея не отказался от своих слов даже под пытками. Таким образом, «цесаревич» стал одним из немногих самозванцев, кто после Смутного времени смог принять участие в широком антиправительственном движении. 
Впрочем, о дальнейшем участии лже Алексея Алексеевича в восстании Разина ничего не известно. Скорее всего царевич «Нечай» выполнял роль знамени для придания законности повстанческого движения против «злых бояр». Вероятно, самозванец был пленён в октябре 1670 года, после поражения Разина под Симбирском. Лже-Алексея отправили в Москву, где состоялось следствие, но материалы дела не сохранились и что рассказал самозванец — неизвестно. После этого в документах упоминается лишь то, что 6 [16] июня 1671 года самозванец был казнён следом за Степаном Разиным.